# Aeros 2
Aeros 2, también denominado Aeros-B, fue un satélite artificial alemán dedicado al estudio de la atmósfera superior y el espacio exterior. Fue lanzado el 16 de julio de 1974 mediante un cohete Scout desde la Base Aérea de Vandenberg a una órbita polar.

## Objetivos
La misión de Aeros 2 fue estudiar el estado y comportamiento de la atmósfera superior y la ionosfera.

## Características
El satélite tenía forma cilíndrica de 0,914 metros de diámetro y 0,71 metros de altura. Se estabilizaba mediante giro, a 10 revoluciones por minuto, con el eje de giro orientado hacia el Sol. A bordo llevaba cinco experimentos con los que midió la temperatura y densidad de electrones, iones y partículas neutras, su composición y el flujo de rayos solares ultravioleta.